# ان‌جی‌سی ۴۲۹۳
ان‌جی‌سی ۴۲۹۳ (انگلیسی: NGC 4293) نام یک کهکشان در صورت فلکی گیسو است.